# Prosciutto de Capitán Pastene

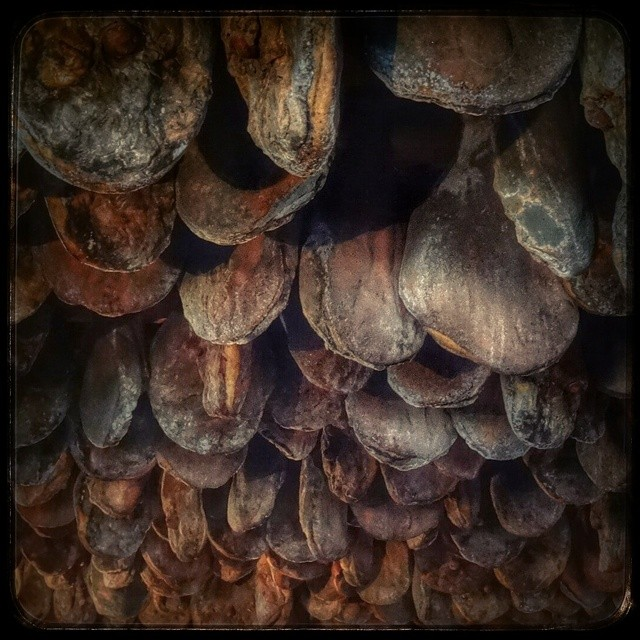
Prosciutti de Capitán Pastene

El prosciutto de Capitán Pastene es una denominación de origen para el prosciutto producido en la localidad de Capitán Pastene, región de la Araucanía, Chile. Se trata de un jamón de pierna trasera de cerdo crudo, salado y ahumado en leña, cuya maduración se realiza durante 12 a 30 meses bajo el aire frío de la cordillera de Nahuelbuta, lo que permite el uso de tiempos prolongados sin pérdida de humedad, y sin adición de ningún preservante.
La técnica de elaboración proviene de una receta tradicional del norte y centro de Italia, que fue llevada a Chile por los inmigrantes que fundaron la localidad de Capitán Pastene en los años 1900. La receta tradicional sufrió modificaciones que lo dejan con un sabor ahumado característico.